# Nowy Młyn (powiat wolsztyński)
Nowy Młyn – osada w Polsce położona w województwie wielkopolskim, w powiecie wolsztyńskim, w gminie Wolsztyn.